# Henry Liebmann
Henry Liebmann, eigentlich Heinrich Liebmann, (* 6. Dezember 1836 in Schmiedelfeld; † 27. März 1915 in New York) war ein deutscher Unternehmer und einer der Präsidenten der Liebmann’s Sons Brewery in Brooklyn.

## Biographie
Heinrich Liebmann wurde im Jahr 1836 als Sohn von Samuel Liebmann und Berta Liebmann (geb. Fröhlich) geboren. Sein Vater war zu dieser Zeit Besitzer des Guts Schloss Schmiedelfeld. 1840 zog die Familie nach Ludwigsburg und betrieb dort das Gasthaus „Zum Stern“ mit angeschlossener Brauerei. Wie sein Bruder Charles besuchte Henry Liebmann die Oberrealschule.
Nachdem sich der Vater aus politischen Gründen dazu entschloss, nach Amerika auszuwandern, wurde Liebmanns Bruder Joseph im Jahr 1850 vorausgeschickt, um eine neue Heimat aufzubauen. Dieser ließ sich in Williamsburg nieder.
Vier Jahre später folgte der Rest der Familie. In der neuen Heimat betrieben die Liebmanns zunächst die alte Maasche Brewery. Später baute die Familie in Bushwick eine neue Brauerei – die S. Liebmann Brewery.
Nach dem Tod des Vaters Samuel Liebmann im Jahr 1872 übernahmen seine Söhne die Leitung der Brauerei und benannten sie in S. Liebmann’s Sons Brewery um. Die Liebmann-Brüder wechselten den Posten als Chief Executive Officer jedes Jahr untereinander. Von den drei Brüdern übernahm Henry den Posten als Chef-Braumeister. 1903 gingen die Liebmann-Brüder in den Ruhestand und übergaben die Leitung des Unternehmens an sechs ihrer Söhne.
Liebmann starb im Jahr 1915 in New York.

## Familie
Charles Liebmann heiratete am 21. Juni 1819 Emma Dellevie. Aus der Ehe gingen sieben Kinder hervor:
- Sara Liebmann (* 13. Dezember 1868)
- Harriet Liebmann (* 11. April 1870)
- Samuel Liebmann (* 11. Oktober 1873)
- Walter H.  Liebmann (* 19. November 1874)
- Charles Joseph Liebmann (* 13. März 1877)
- Edward Liebmann (* 12. Juli 1878; † 25. April 1890)
- Kathleen Liebmann (* 6. September 1888)